# Apistogramma rositae
Apistogramma rositae är en fiskart som beskrevs av Römer, Römer och Hahn 2006. Apistogramma rositae ingår i släktet Apistogramma och familjen Cichlidae. Inga underarter finns listade i Catalogue of Life.